# Музика Олександр Федорович
Олександр Федорович Музи́ка (21 січня 1921, Миньківці — 2 серпня 2001, Київ) — український живописець і педагог; член Спілки радянських художників України з 1972 року. Заслужений діяч мистецтв України з 1992 року, народний художник України з 1996 року. Батько графіка Костянтина Музики.

## Біографія
Народився 21 січня 1921 року в селі Миньківцях (нині Кам'янець-Подільський район Хмельницької області, Україна). Брав участь у німецько-радянській війні. Служив у Військово-морському флоті, мав військові звання червонофлотця, старшого червонофлотця. Нагороджений орденами Червоної Зірки (4 березня 1946), Вітчизняної війни II ступеня (6 квітня 1985), медалями «За оборону Кавказу» (1 травня 1944), «За бойові заслуги» (25 грудня 1944).
1954 року закінчив Львівський інститут декоративного та прикладного мистецтва, де навчався у Йосипа Бокшая, Геннадія Леонова. Дипломна робота — оформлення зали історичного музею у Севастополі «Оборона Севастополя» (керівник Іван Гутуров, оцінка — відмінно, диплом з відзнакою).
Після здобуття фахової освіти працював заступником директора з навчальної частини Львівського училища прикладного мистецтва; у 1958–61 роках очолював Сімферопольське художнє училище; у 1961–83 роках — Київську художню середню школу імені Тараса Шевченка; одночасно працював старшим викладачем на кафедрі рисунка Київського художнього інституту. Серед учнів: Олена Авраменко, Леонід Бондар, Михайло Єлисоветій.
Мешкав у Києві в будинку на вулиці Курганівській, № 3, квартира № 57. Помер у Києві 2 серпня 2001 року.

## Творчість
Працював у галузі станкового живопису. У реалістичному стилі створював портрети, пейзажі, тематичні картини. Серед робіт:
- «Іван Франко на березі Чорного моря» (1956);
- «Зима» (1957);
- «Партизанськими стежинами» (1959);
- «Місто будується» (1963);
- «Правду не закувати. Тарас Шевченко» (1964);
- «На вічній вахті» (1967);
- «Тут стояли на смерть» (1968);
- «Чайка. Леся Українка на березі Чорного моря» (1971);
- «Говорить Москва» (1972);
- «Перед операцією. Хірург Київської обласної лікарні С. Боднар» (1973);
- «Біля рідного порога» (1975);
- «Ветеран Ю. Громов» (1976);
- «На захист Севастополя» (1977);
- «Лідер „Ташкент“ поспішає до Севастополя на підмогу захисникам легендарного міста» (1981);
- «Вечір на рейді» (1984);
- «Ми повернулися у Севастополь» (1985);
- «Думи мої, думи. Трагедія Чорнобиля» (1986);
- «Пора золотої осені» (1990-ті);
- «Рік 30. Дороги мого дитинства» (1991);
- «Козацький пікет. Тривога» (1991);
- «Кримське узбережжя» (1991);
- «Перший сніг» (1991);
- «Незабутній 1933» (1994).

Брав участь в обласних, всеукраїнських мистецьких виставках з 1955 року. Персональні виставки відбулися у Києві у 1991, 1996 роках.